# SAF-T
Pour les articles homonymes, voir SAF et Saft (homonymie).
SAF-T (Standard Audit File for Tax) est une norme internationale pour l'échange électronique de données comptables entre organisations et administration fiscale nationale ou auditeurs externes. Le standard est défini par l'Organisation de Coopération et de Développement Économiques (OCDE). Le fichier est au format XML, mais l'OCDE n'impose pas de format de fichier particulier.
La norme est maintenant de plus en plus adoptée dans les pays Européens comme un moyen de produire des déclarations fiscales par voie électronique[réf. nécessaire].
La norme a été adoptée en 2008 par le Portugal et s'est depuis étendue à d'autres pays européens, par exemple le Luxembourg, l'Autriche, l'Allemagne, la France (FEC) et le Danemark.

## Normes
En mai 2005, le Comité des Affaires Fiscales (CFA) de l'OCDE a publié la première version du guide du SAF-T.

## Pays participants
Les pays et les organisations ont opté pour le SAF-T:
| Pays       | Nom                       | Dernière version XML | Date             | Version de base SAF-T | Organisation                                                                       | Commentaires |
| ---------- | ------------------------- | -------------------- | ---------------- | --------------------- | ---------------------------------------------------------------------------------- | --- |
| Portugal   | SAF-T (PT)                | 1.04_01              | 2 Décembre 2016  | SAF-T v1.0            | Ministère des finances (Portugal) / Autoridade Tributária e Aduaneira              | |
| Luxembourg | FAIA                      | 2.01                 | 13 mars 2013     | SAF-T v2.0            | Luxembourg Tax Administration / Administration de l'enregistrement et des domaines | Law rule (memo) A-206 of December 24, 2008. |
| France     | FEC                       | ?                    | 1er janvier 2014 | N/A                   | Ministère de l'Économie et des Finances                                            | FEC FR adopted December 5, 2012 making it obligatory pr. January 1, 2014 for companies to supply file covering years 2011, 2012 and 2013,. However, France's usage of the term "Standard Audit File for Taxation" has been adapted for a file format not based on the OECD SAF-T; their écriture compatible is proprietary. |
| Autriche   | SAF-T AT                  | 1.01                 | 31 Janvier 2009  | SAF-T v1.0            | Bundesministerium für Finanzen                                                     | Decree of March 20, 2009 BMF-010102/0002-IV/2/2009,. |
| Pologne    | JPK                       | 2.3                  | 1er Juillet 2016 | SAF-T v2.0            | Ministerstwo Finansów                                                              | The new requirement comes into place on 1 July 2016 for large companies. Small and medium-sized businesses (less than 250 employees) will be required to implement the requirement by 1 July 2018. |
| Lituanie   | SAF-T                     | 1.00                 | 1er Juillet 2015 | SAF-T v1.0            | State Tax Inspectorate / Valstybinė mokesčių inspekcija                            | Article 16 of the Law on Accounting. Resolution No 699 of 1 July 2015 of the Government of the Republic of Lithuania. Order No VA-49 of 21 July 2015 of the Head of the State Tax Inspectorate under the Ministry of Finance. |
| Norvège    | Norwegian SAF-T Financial | 1.00                 | 1er Janvier 2020 | SAF-T v2.0            | Skatteetaten                                                                       | The Ministry of Finance has amended the Bookkeeping Regulation so the requirement to provide accounting data for bookkeepers who have the bookkeeping available electronically must disclose accounting data in a given standard format. The new section 7-8 comes into force the first period with financial reporting starting 1. january 2020 or later. https://www.regjeringen.no/no/aktuelt/endring-i-bokforingsforskriften---standard-audit-file-tax--saf-t/id2583118/ |